# Rayman Legends
Rayman Legends er et platformspil lavet af Ubisoft Montpellier og udgivet af Ubisoft i 2013. Spillet er det femte i Rayman-serien og efterfølgeren til Rayman Origins.